# Sông Rào Cái
Sông Rào Cái hay Sông Ngàn Mọ là một trong những con sông lớn chảy ở tỉnh Hà Tĩnh. Sông bắt nguồn từ vùng núi Cúc Thảo huyện Cẩm Xuyên (tỉnh Hà Tĩnh), chảy trong địa bàn huyện Cẩm Xuyên theo hướng Đông Nam-Tây Bắc, trong địa bàn huyện Thạch Hà theo hướng Nam-Bắc và đổ ra Biển Đông ở cửa Sót ơ Đông Bắc huyện Thạch Hà. Sông tạo thành ranh giới tự nhiên giữa Cẩm Xuyên với Thạch Hà và giữa Thạch Hà với thành phố Hà Tĩnh 
Từ năm 1976, người ta tiến hành xây dựng công trình thủy lợi hồ Kẻ Gỗ tại làng Kẻ Gỗ (xã Cẩm Mỹ, huyện Cẩm Xuyên) bên sông Rào Cái.
Chiều dài sông là 74 km , nhưng tính từ cửa sông đến trạm thủy văn Kẻ Gỗ là 29,4 km, đến tuyến đập chính là 29 km. Độ dốc bình quân tính đến trạm thủy văn là i=0,0022, đến tuyến đập chính là 0,0023. Diện tích lưu vực tính đến trạm thủy văn Kẻ Gỗ là 230 km², đến tuyến đập chính là 223 km². Phía tả ngạn của lưu vực toàn là núi cao, phía hữu ngạn gồm những quả đồi thấp liên tiếp. Diện tích rừng che phủ trong lưu vực trước đây là 50%.

## Một số cầu bắc qua sông
- Cầu Phủ
- Cầu Đò Hà
- Cầu Phủ 2